# Hämatometra
Eine Hämatometra (altgriechisch αἷμα haima, deutsch ‚Blut‘ und μήτρα metra, deutsch ‚Gebärmutter‘) bedeutet, dass die Gebärmutter mit Blut (beim Menschen meist durch die Menstruation) gefüllt ist. Ist auch die Vagina mit Blut gefüllt wird dies als Hämatometrokolpos (κόλπος kolpos ‚Scheide‘) bezeichnet. Ist lediglich die Scheide betroffen, spricht man von einem Hämatokolpos. Bei Tieren wird meist der Begriff Hämometra verwendet.

## Ursache
Zugrunde liegt ein Verschluss der Scheide durch eine Hymenalatresie oder seltener eine Vaginalmembran, eine Form einer Gynatresie.
Eine Assoziation besteht mit dem Robinow-Syndrom, dem Uterus didelphys oder Duplikaturen der Vagina und/oder des Uterus.

## Diagnose
Diese Aufweitung kann als Tumor im Unterbauch tast- oder gar sichtbar werden. Ein Rückstau bis in den Eileiter ist möglich, sogenannter Hämatosalpinx.
Die Diagnose wird meistens mittels Ultraschalluntersuchung gestellt.

## Differentialdiagnose
Abzugrenzen sind andere (eingeblutete) Raumforderungen des Unterbauches.

## Therapie
Die Behandlung besteht in operativer Durchtrennung des Hymens oder der verlegenden Membran.